# Ян Кноблох
Ян Кноблох також відомий як Ян Маделон (чеськ. Jan Knobloch-Madelon, 20 липня 1905, Жижков — 3 серпня 1976) — чехословацький футболіст, що грав на позиції півзахисника, зокрема за празьку «Спарту», а також національну збірну Чехословаччини. Згодом футбольний тренер.

## Клубна кар'єра
У дорослому футболі дебютував виступами за команду «Уніон» з рідного Жижкова. В 1925 році в Чехословаччині була створена професіональна ліга, до якої приєднались більшість провідних чеських команд. «Уніон» залишився в аматорському спорті, для представників якого був організований свій футбольний чемпіонат. Перший розіграш 1925 року «Уніон» виграв. В чвертьфіналі команда перемогла «Пардубіце» (3:1), а у півфіналі — «Рапід Виногради» (3:2). У фіналі був переможений клуб «Чехослован Коширже» з рахунком 3:2.
1927 року став гравцем празької «Спарти», з якої був відразу ж відданий в оренду до «Богеміанс 1905».
Згодом протягом 1929–1934 років знову грав за «Спарту» і став у її складі чемпіоном Чехословаччини 1931/32.
Завершував ігрову кар'єру в команді «Богеміанс 1905» протягом 1934–1935 років.

## Виступи за збірну
1929 року дебютував в офіційних матчах у складі національної збірної Чехословаччини.
Загалом протягом п'ятирічної кар'єри в національній команді провів у її формі 18 матчів, забивши 1 гол.

## Кар'єра тренера
Протягом частини 1948 року очолював тренерський штаб збірної Чехословаччини.
Помер 3 серпня 1976 року на 72-му році життя.

## Титули і досягнення
- Чемпіон Чехословаччини (1):

«Спарта» (Прага): 1931-1932
- Фіналіст Кубка Мітропи: (1):

«Спарта» (Прага): 1930
- Володар Середньочеського кубка: (1):

«Спарта» (Прага): 1931
- Переможець аматорського чемпіонату Чехословаччини: (1)

«Уніон»: 1925